# Grüne Hydra
Die Grüne Hydra (Hydra viridissima, Syn.: Chlorohydra viridissima) ist eine Süßwasserpolypenart.

## Beschreibung
Die Grüne Hydra ist 10 bis 15 Millimeter lang und durch die symbiontisch in den Zellen ihrer Gastrodermis lebenden einzelligen Algen (Zoochlorellen) hellgrün. Sie hat sechs bis zwölf Tentakel um den Mund, die kürzer als der Körper sind. Die Grüne Hydra kann längere Hungerperioden überleben, da sie von den symbiontischen Algen mit Zucker versorgt wird. Der Körper ist walzenförmig und am Mundende etwas breiter als am Fußende.

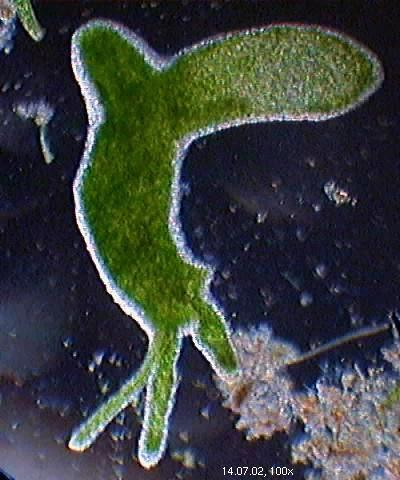
H. viridissima
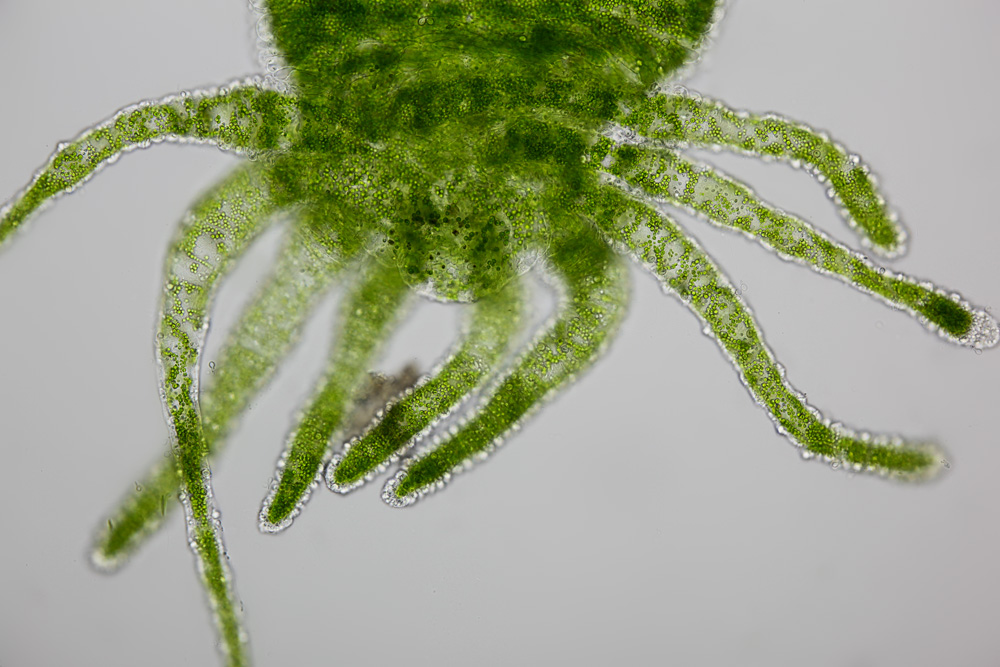
H. viridissima

## Lebensraum
Die Grüne Hydra lebt in stehenden, klaren, etwas schattigen und kühlen Gewässern mit Süßwasser, z. B. Waldteichen. Hier lebt sie sessil auf Wasserpflanzen, z. B. unter Seerosenblättern.